# 前谷重夫
前谷 重夫（まえたに しげお、1908年10月16日- 2003年10月26日 ）は、日本の経営者、農林官僚。興亜火災海上保険社長、会長を務めた。

## 来歴・人物
愛媛県出身。1932年に東京帝国大学法学部独法学科を卒業し、同年に農林省に入省した。1953年5月に食糧庁長官、1954年12月に水産庁長官を歴任し、1955年11月に日本通運に転じ、常務に就任し、1965年6月には専務に就任。1969年6月に興亜火災海上保険顧問に就任し、1970年6月に副社長を経て、1972年6月には社長に就任。1982年7月に取締役相談役を経て、1984年7月から相談役を務めた。
2003年10月26日、老衰のために死去。95歳没。